# The Antics Roadshow
The Antics Roadshow é um documentário de quarenta e oito minutos de duração, que possui como tema central “brincadeiras e atos de ativismo famosos que se tornaram ícones”.

## História
O nome do filme parodia a série da BBC Television, Antiques Roadshow. O mesmo foi produzido e dirigido pelo artista de rua britânico Banksy e pelo produtor Jaimie D'Cruz, além disso foi narrado por Kathy Burke.
| Ano  | Canal        | País        | Refs  |
| ---- | ------------ | ----------- | ----- |
| 2011 | Channel 4    | Reino Unido | [ 3 ] |
| 2013 | SBS Viceland | Austrália   | [ 3 ] |

## Elenco
| Artista ou ativista | Conhecido por                                                      |
| ------------------- | ------------------------------------------------------------------ |
| Igor Vamos          | Criadores do The Yes Men, dupla ativista da cultura jamming.       |
| Jacques Servin      | Criadores do The Yes Men, dupla ativista da cultura jamming.       |
| Mark Roberts        | Streaker em grandes eventos, especialmente eventos esportivos.     |
| Michael Fagan       | Invadiu o Palácio de Buckingham e conversou com a Rainha Isabel II |
| Noël Godin          | Realizou pegadinhas com celebridades e políticos.                  |
| Princess Hijab      | Pintou hijabs em modelos de anúncios da indústria da moda.         |
| Rémi Gaillard       | Realizou brincadeiras populares.                                   |
| Charlie Todd        | Fundador do Improv Everywhere.                                     |